# Tevila
Tevila. Hebreiska tevilah (טְבִילָה) Omfattar de rituella tvagningsprinciper som existerar i judendomen. Den existerar under två former, nämligen det religiösa reningsbadet för både kvinnor och män (mikve) och den s.k handtvagningen. Vid reningsbadet sänker individen hela sin kropp under vatten och uttalar en särskild välsignelse beroende på tillfället. Vid handtvagningen används ett särskilt kärl som fylls med vatten och sedan läses en välsignelse.